# Monobia quadridens
Monobia quadridens  (лат.) — вид одиночных ос из семейства Vespidae.

## Распространение
Встречаются в Северной Америке: Канада, США, Мексика.

## Описание
Длина переднего крыла самок 14,0—18,0 мм, а у самцов — 11,0—14,5 мм. Окраска тела в основном чёрная с жёлтыми отметинами. Гнёзда строят в различных полостях, включая покинутые гнёзда древесных пчёл. Для кормления своих личинок добывают в качестве провизии гусениц мелких бабочек из семейств Pyralidae (Phycitinae, Epipaschiinae), Crambidae (Pyraustinae), Elachistidae (Stenomatinae), Amphisbatidae, Gelechiidae и Tortricidae.